# Grundholmarna
Grundholmarna är ett naturreservat i Örebro kommun i Örebro län.
Området är naturskyddat sedan 1975 och är 5 hektar stort. Reservatet omfattar fyra mindre öar, tre förbundna med en sandrevel i Hjälmaren nordväst om Vinön Öarna/reservatet består mest av lövskog, främst björk, asp och al.